# Bithiga ardesiaca
Bithiga ardesiaca är en fjärilsart som beskrevs av William Schaus 1912. Bithiga ardesiaca ingår i släktet Bithiga och familjen nattflyn. Inga underarter finns listade i Catalogue of Life.